# Novopodilske, Berezivka
Novopodilske (în ucraineană Новоподільське) este un sat în comuna Rauhivka din raionul Berezivka, regiunea Odesa, Ucraina.

## Demografie
Componența lingvistică a localității Novopodilske
     Ucraineană (94,09%)
     Rusă (4,33%)
     Alte limbi (0,78%)
Conform recensământului din 2001, majoritatea populației localității Novopodilske era vorbitoare de ucraineană (94,09%), existând în minoritate și vorbitori de rusă (4,33%).